# Перигелій

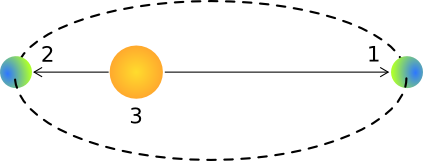
Орбіта планети навколо Сонця (3), її перигелій (2) та афелій (1)

Периге́лій (грец. περί — «біля», та ηλιος — Сонце) — найближча до Сонця точка орбіти небесного тіла, яке обертається навколо Сонця. Антонімом перигелію є афелій — найвіддаленіша від Сонця точка орбіти. Уявну лінію між афелієм та перигелієм називають лінією апсид.
Земля проходить свій перигелій щороку між 2 і 5 січня. Тобто вона перебуває найближче до Сонця тоді, коли в північній півкулі зима, а в південній — літо. (Причиною зими є не еліптичність земної орбіти, а нахил земної осі і пов'язана з цим зміна висоти Сонця над горизонтом.)
Перигелії орбіт планет зсуваються з часом через взаємні гравітаційні збурення та релятивістські ефекти. Для Меркурія, який перебуває найближче до Сонця, вплив релятивістських ефектів є найбільшим. Зсув перигелію Меркурія став одним із перших спостережних підтверджень загальної теорії відносності Альберта Ейнштейна.

## Основні формули
Перигелійна відстань розраховується за формулою {\displaystyle r_{\mathrm {p} }=(1-e)a}, де:
a — велика піввісь;
е — ексцентриситет орбіти.
Швидкість у перигелії розраховується за формулою:
{\displaystyle v_{\mathrm {p} }={\sqrt {\frac {GM_{\odot }(1+e)}{a(1-e)}}}}, де:
G — гравітаційна стала;
{\displaystyle M_{\odot }} ⁣— ⁣маса Сонця;
a — велика піввісь;
е — ексцентриситет орбіти.
І лінійна, і кутова швидкість у перигелії досягають свого максимуму, тоді як в афелії вони мінімальні.

## Перигелій Землі
Перигелій орбіти Землі знаходиться на відстані 147 098 291 км від середнього центру Сонця. Земля проходить перигелій 2—5 січня, у середньому через 13 днів після зимового сонцестояння в північній півкулі, але ця близькість перигелію і сонцестояння є тільки збігом.

## Перигелій інших планет Сонячної системи
Нижче наведено перигелії планет Сонячної системи на основі інформації НАСА:
| Меркурій | 46 001 009 км    |
| Венера   | 107 476 170 км   |
| Земля    | 147 098 291 км   |
| Марс     | 206 655 215 км   |
| Юпітер   | 740 679 835 км   |
| Сатурн   | 1 349 823 615 км |
| Уран     | 2 734 998 229 км |
| Нептун   | 4 459 753 056 км |

## Прецесія перигелію небесних тіл

Схема прецесії еліптичної орбіти

Параметри орбіт планет Сонячної системи через взаємний гравітаційний вплив цих планет із часом зазнають повільних змін. Зокрема, вісь орбіти поступово повертається у площині орбіти в бік орбітального руху планети. Відповідно, зміщується і перигелій. Ця так звана «прецесія перигелію» проілюстрована на рисунку. Наприклад, перигелій Меркурія повертається в початкове становище кожні 260 тис. земних років, а для Юпітера цей період становить близько 300 тис. років.
У середині XIX ст. астрономи виявили, що зсув перигелію Меркурія відбувається дещо швидше, ніж передбачає закон всесвітнього тяжіння. Пізніше аналогічну аномалію виявили і в русі інших небесних тіл. Вікові зміни довготи перигелію Меркурія, обчислені Левер'є, а за ним — Ньюкомом зі спостережень проходжень Меркурія над диском Сонця, дещо перевищували величину, передбачену теорією збурень на основі ньютонівського закону тяжіння. Різниця становила близько на 38" за 100 років. Пояснення цьому явищу спочатку шукали в існуванні невідомої планети (або цілого рою планетоїдів) всередині орбіти Меркурія, у неточності закону тяжіння (були спроби замінити його іншими законами Вебера, Гаусса, Рімана); у немиттєвому поширенні сили тяжіння; у поглинанні тяжіння простором. Висувалися й менш імовірні гіпотези — несферичність Сонця, існування супутника Меркурія або вплив речовини, з якої складається сонячна корона. Належним чином пояснити рух перигелію Меркурія вдалося лише Ейнштейну за допомогою загальної теорії відносності, з рівнянь якої випливає саме значення зсуву, яке добре узгоджується зі спостереженнями.
У таблиці наведено значення цієї релятивістської поправки до зсуву перигелію для кількох планет і астероїдів:
| Небесне тіло | Ексцентриситет орбіти | Додатковий зсув перигелію, кутові секунди за сторіччя | Додатковий зсув перигелію, кутові секунди за сторіччя |
| Небесне тіло | Ексцентриситет орбіти | теоретичне                                            | спостережуване                                        |
| ------------ | --------------------- | ----------------------------------------------------- | ----------------------------------------------------- |
| Меркурій     | 4 0,205               | 6 43,0                                                | 3 43,1 ± 0,5                                          |
| Венера       | 4 0,007               | 7 8,6                                                 | 4 8,4 ± 4,8                                           |
| Земля        | 4 0,017               | 7 3,8                                                 | 4 5,0 ± 1,2                                           |
| Марс         | 4 0,094               | 7 1,35                                                | 4 1,1 ± 0,3                                           |
| (1566) Ікар  | 4 0,827               | 6 10,1                                                | 4 9,8 ± 0.8                                           |

Більші похибки для Венери та Землі спричинені тим, що їхні орбіти майже кругові.